# Альмеев, Надир Усманович
Надир Усманович Альмеев (род. 5 августа 1946, Казань, Татарская АССР, РСФСР, СССР) — российский художник, член Союзов художников России и Татарстана (1985), лауреат премии имени Баки Урманче в номинации «Декоративно-прикладное искусство» (2005). Лауреат Государственной премии Республики Татарстан имени Габдуллы Тукая (2019).

## Биография
Отец — народный артист Республики Татарстан Усман Альмеев, мать — Разия Файзуллина, флейтистка.

## Ключевые события
1961—1965 — учёба в Казанском художественном училище.
1965—1966 — работа на Казанской студии кинохроники.
1966—1987 — работа в Татарском книжном издательстве, в редакции газеты «Яшь ленинчы».
1975—1987 — СКТБ «Прометей», КАИ.
С 1985 года — член Союзов художников России и Татарстана.
С 1985 года работы Н. Альмеева экспонируются в Голландии, Бельгии, Франции, Германии, США, Великобритании, Австралии, Турции.

## Художественные выставки
- Первая Молодёжная выставка в Татарии. Казань, 1970 г.
- Молодёжная Театральная выставка. Казань, 1971 г.
- Театральные художники Татарии в Москве. Москва, 1977 г.
- Персональная выставка. Казань, 1978 г.
- Всесоюзная выставка «Космос на службе мира», Москва, 1981 г.
- Вторая персональная выставка. Казань, 1983 г.
- Республиканская выставка графики книги. Казань, 1983 г.
- Республиканская выставка эстампа и плаката. Казань, 1984 г.
- Выставка «Большая Волга», г. Горький, 1985 г.
- Неделя культуры Татарстана в Башкирии. Уфа, 1987 г.
- Краковское Биеннале графики. Краков, 1989 г.
- Персональная выставка. Лондон, 1994 г.
- Персональная выставка «Harringay». Великобритания, 1994 г.
- Персональная выставка «Alexandra Palace!». Лондон, 1994 г.
- Персональная выставка «Basin Musesi». Стамбул, 1996 г.
- Персональная выставка. Казань, 1996 г.
- Персональная выставка. Казань, 1997 г.
- Выставка «Графика-2003». Казань, 2003 г.
- Выставка «Новая Графика». Казань, 2005 г.
- Выставка «120 лет — Г. Тукай». Казань, 2006 г.
- Персональная выставка: «Реминисценции. Божественная комедия. Данте Алигьери». Казань, 2006 г.

## Тематические выставки
- Всесоюзная конференция «Свет и музыка». Казань, 1975 г.
- Выставка, посвящённая 90-летию Габдуллы Тукая. Казань, 1976 г.
- Всесоюзный фестиваль «Свет и музыка». Казань, 1983, 1987 гг.
- Выставка, посвящённая 100-летию Габдуллы Тукая. Казань, 1986 г.

## Кинофильмы
- Первый советский светомузыкальный фильм на музыку Г. Свиридова «Маленький триптих», 1975 г.
- Первый татарский полиэкранный документально-публицистический фильм «Джалиль: страницы борьбы», 1977 г.